# 張鳴 (1905年)

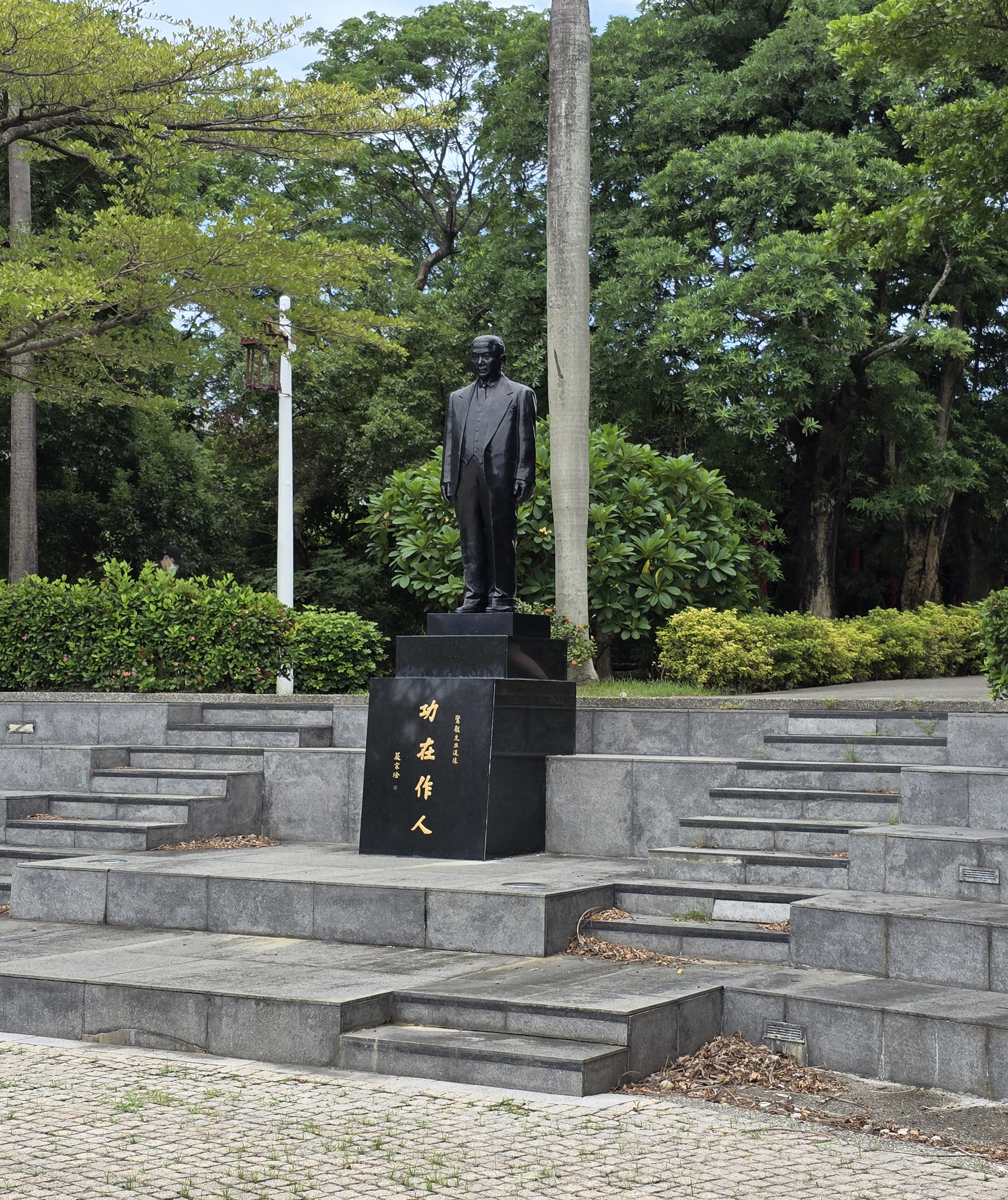
淡江大學驚聲銅像廣場

張鳴（1905年—1951年1月29日），字驚聲，台灣宜蘭羅東人，稚年學名鍾鈴。早年先曾於淡江中學就讀，後因不滿日本人之統治，先到廈門讀中學後赴北平讀北平新聞學校；留學日本東京帝大時，娶國民黨黨國元老居正之女居瀛玖為繼室。
二戰後，返台任淡江中學校長。1950年因與岳父居正和前國立中山大學校長鄒魯等人提議創辦一所台灣的高等學府，於是創辦淡江大學的前身－淡江英專，居正擔任淡江英專首任董事長，邀請張鳴擔任淡江英專首任校長，不久張因病去世。

## 家庭
- 子：張建邦與張建國（二人皆為張之元配所生，非居瀛玖）[2]
- 孫女：張家宜（2004-2018年之淡江大學校長，現任淡江大學董事長）、張室宜（2004-2018年之淡江大學董事長，現任淡江大學董事），皆為張鳴孫女[2]

## 外部連結
- 浩浩淡江 培育博雅英才[永久]

| 教育職務         | 教育職務                   | 教育職務      |
| ---------------- | -------------------------- | ------------- |
| 淡江英語專科學校 |                            |               |
| 新頭銜           | 校長 首任 1950年—1951年1月 | 繼任： 居浩然 |